# Eremotylus marginatus
Eremotylus marginatus är en stekelart som först beskrevs av Louis Jurine 1807.
Eremotylus marginatus ingår i släktet Eremotylus och familjen brokparasitsteklar. Arten är reproducerande i Sverige. Inga underarter finns listade i Catalogue of Life.